# Kamilo Ružička
Kamilo Ružička (Gacko, 13. ožujka 1899. – Zagreb, 21. studenoga 1972.) hrvatsko-hercegovački je slikar koji je većinu svog života proveo u Hrvatskoj gdje je radio kao nastavnik crtanja i slikar. Jedan je od osnivača umjetničke grupe Zemlja.

## Životopis
Slikarstvo je studirao na Privremenoj višoj školi za umjetnost i umjetni obrt ( današnja Akademija likovnih umjetnosti u Zagrebu), kod Ferde Kovačevića, M. K. Crnčića i Ljube Babića. Diplomirao 1923. godine. Nakon Zagreba, kraće vrijeme na studijskim putovanjima boravio je u Veneciji i Parizu (atelier André Lhote). Iz Pariza je donio tada vrlo moderni kubizam u našu sredinu (Autoportret), uz sklonost prema dekorativnome. Usavršavao se i u Münchenu i Beču.
Radio je kao likovni pedagog - nastavnik crtanja u Bakru, Varaždinu i Zagrebu (na tadašnjoj IV gimnaziji). U zemljaškoj fazi, slika socijalne teme (Torbar), nakon toga njegovo slikarstvo postaje intimističko. Slikajući u krugu skupine Zemlja, slika krajolike, u kojima slijedi Cezannea, naglašavajući lapidarnost forme i primjenjujući intenzivne kontraste, stvarajući realistične kompozicije socijalne tematike (ciklusi; Krajolici iz Primorja, Zagorje).(Brodski dobavljači, 1929.; Torbar, 1930.; Povratak s ribolova, 1931.).